# Bert Greiner
Bert Greiner (* 1967 in Greiz) ist ein deutscher Musikprofessor.

## Leben
Im Alter von sechs Jahren begann Greiner in Greiz mit Violinunterricht. Er studierte von 1986 bis 1990 an der Hochschule für Musik Franz Liszt Weimar und von 1990 bis 1992 an der Hochschule für Musik Hanns Eisler Berlin. Nach seinem Diplom widmete er sich ab 1993 an der Humboldt-Universität zu Berlin der Musikwissenschaft und wurde 1999 zum Dr. phil. promoviert. Im Oktober 1997 begann er eine Lehrtätigkeit an der Fachhochschule Lausitz in den Fächern Violine, Kammermusik und Methodik. Im Dezember 2000 erfolgte seine Berufung zum Professor.
Neben den Standardwerken der klassischen und romantischen Violinliteratur widmete er sich insbesondere den Werken zeitgenössischer Komponisten und organisierte viele Uraufführungen. Als Kammermusiker und Solist unternahm er Konzertreisen innerhalb Deutschlands und international nach Polen, Bulgarien, Russland, Litauen, Niederlande, Korea und Griechenland. Ab 1996 trat er mit dem Pianisten Frank Wasser als Duo auf. Er arbeitete auch als Dirigent, so als künstlerischer Leiter und Chefdirigent des Telemann-Kammerorchesters Michaelstein.
Für den Verlag Neue Musik Berlin und die Verlage Musica Longa und Friedrich Hofmeister war er bei der Herausgabe von Violinliteratur tätig. Darüber hinaus war er für Fernsehen und Rundfunk tätig und veröffentlichte CDs. 